# Dmitrij Galamin
Dmitrij Aleksandrowicz Galamin (ros. Дмитрий Александрович Галямин, ur. 8 stycznia 1963 w Moskwie), piłkarz rosyjski grający na pozycji obrońcy.

## Kariera klubowa
Karierę piłkarską Galamin rozpoczął w rodzinnej Moskwie, w juniorach Spartaka Moskwa. Nie przebił się jednak do pierwszej drużyny i został zawodnikiem innego stołecznego klubu, CSKA Moskwa. W 1981 roku zadebiutował w jego barwach w pierwszej lidze radzieckiej, ale dopiero w 1983 roku wywalczył sobie miejsce w podstawowym składzie tego zespołu. W 1984 roku spadł z CSKA do drugiej ligi, a w pierwszej ponownie występował w 1987 roku. Lata 1988–1989 znów upłynęły pod znakiem gry w drugiej lidze, a w 1990 roku drużyna z Galaminem ponownie grała w ekstraklasie ZSRR. Jako beniaminek została wicemistrzem kraju, a rok później wywalczyła mistrzostwo Związku Radzieckiego, jako ostatni zespół w historii. W tamtym roku Galamin zdobył także Puchar ZSRR (3:2 w finale z Torpedo Moskwa).
Na początku 1992 roku Galamin został piłkarzem hiszpańskiego Espanyolu Barcelona, w którym stał się trzecim Rosjaninem obok Igora Korniejewa i Dmitrija Kuzniecowa. W Primera División zadebiutował 16 lutego w przegranym 1:2 domowym meczu z Atlético Madryt. W sezonie 1992/1993 Espanyol spadł do Segunda División, ale już po roku wrócił do pierwszej ligi Hiszpanii. W trakcie sezonu 1994/1995 Dmitrij odszedł do Mérida UD i po pół roku gry w drugiej lidze zdecydował się zakończyć karierę.
| Sezon   | Klub         | Kraj      | Rozgrywki        | Mecze | Bramki |
| ------- | ------------ | --------- | ---------------- | ----- | ------ |
| 1981    | CSKA Moskwa  | ZSRR      | 1. liga          | 2     | 0      |
| 1982    | CSKA Moskwa  | ZSRR      | 1. liga          | 19    | 0      |
| 1983    | CSKA Moskwa  | ZSRR      | 1. liga          | 27    | 0      |
| 1984    | CSKA Moskwa  | ZSRR      | 1. liga          | 29    | 1      |
| 1985    | CSKA Moskwa  | ZSRR      | 2. liga          | 36    | 0      |
| 1986    | CSKA Moskwa  | ZSRR      | 2. liga          | 44    | 0      |
| 1987    | CSKA Moskwa  | ZSRR      | 1. liga          | 25    | 0      |
| 1988    | CSKA Moskwa  | ZSRR      | 2. liga          | 34    | 0      |
| 1989    | CSKA Moskwa  | ZSRR      | 2. liga          | 32    | 0      |
| 1990    | CSKA Moskwa  | ZSRR      | 1. liga          | 23    | 0      |
| 1991    | CSKA Moskwa  | ZSRR      | 1. liga          | 21    | 2      |
| 1991/92 | RCD Espanyol | Hiszpania | Primera División | 12    | 4      |
| 1992/93 | RCD Espanyol | Hiszpania | Primera División | 31    | 0      |
| 1993/94 | RCD Espanyol | Hiszpania | Segunda División | 27    | 0      |
| 1994/95 | RCD Espanyol | Hiszpania | Primera División | 5     | 0      |
| 1994/95 | Mérida UD    | Hiszpania | Segunda División | 8     | 0      |

## Kariera reprezentacyjna
W reprezentacji Związku Radzieckiego Galamin zadebiutował 23 listopada 1990 roku w wygranym 2:0 towarzyskim meczu z Trynidadem i Tobago. W barwach ZSRR rozegrał 12 meczów, a następnie wystąpił w jednym meczu reprezentacji Wspólnoty Niepodległych Państw. 6 października 1993 rozegrał swój pierwszy mecz w reprezentacji Rosji, przegrany 2:4 z Arabią Saudyjską. W 1994 roku został powołany przez selekcjonera Pawła Sadyrina do kadry na Mistrzostwa Świata w USA. Tam wystąpił jedynie w przegranym 1:3 grupowym meczu ze Szwecją, który był jego ostatnim w barwach rosyjskiej reprezentacji. Łącznie wystąpił w niej 6 razy.

## Kariera trenerska
Po zakończeniu kariery piłkarskiej Galamin został trenerem. W 2002 roku został szkoleniowcem Dynama Sankt Petersburg z Pierwszej Dywizji. W 2003 roku prowadził Kristałł Smoleńsk, a w drugiej połowie roku FK Chimki. W 2004 roku przyczynił się do awansu Tomu Tomsk do Premier Ligi, a następnie do 2006 roku był trenerem Anży Machaczkała. W drugiej połowie roku pracował w Spartaku Niżny Nowogród.